# トマス・フランシス
トマス・フランシス（Tomas Francis、1992年4月27日 - ）は、プロD2・プロヴァンス・ラグビーに所属するラグビーユニオン選手。

## プロフィール
- イングランド・ヨーク出身。
- ポジションはプロップ(PR)。
- 身長 186cm、体重 135kg
- ウェールズ代表キャップは75（2025年1月現在）でラグビーワールドカップ2015・ラグビーワールドカップ2019・ラグビーワールドカップ2023のウェールズ代表に選ばれた。
- ブリティッシュ・アンド・アイリッシュ・ライオンズに選ばれたことがある[1]。

## 略歴
ドンカスター・ナイツ、ロンドン・スコティッシュFCを経て、2014年、エクセター・チーフスに加入。 
2021年、オスプリーズに加入。
2023年、プロヴァンスに加入。